# Municipio 3 (condado de Harper)
El municipio 3 (en inglés: Township 3) es un municipio ubicado en el condado de Harper en el estado estadounidense de Kansas. En el año 2010 tenía una población de 300 habitantes y una densidad poblacional de 0,79 personas por km².

## Geografía
El municipio 3 se encuentra ubicado en las coordenadas 37°6′51″N 98°1′36″O / 37.11417, -98.02667. Según la Oficina del Censo de los Estados Unidos, el municipio tiene una superficie total de 379.67 km², de la cual 378.44 km² corresponden a tierra firme y (0.33%) 1.24 km² es agua.

## Demografía
Según el censo de 2010, había 300 personas residiendo en el municipio 3. La densidad de población era de 0,79 hab./km². De los 300 habitantes del municipio 3, el 98.33% eran blancos, el 0.33% eran afroamericanos y el 1.33% eran amerindios. Del total de la población el 1.33% eran hispanos o latinos de cualquier raza.